# Maysie Hoy
Maysie Hoy (* 21. August 1949) ist eine kanadische Filmeditorin und Schauspielerin. Ihr jüngerer Bruder ist der US-amerikanische Editor William Hoy.

## Leben
Maysie Hoy war zunächst als Theater-Schauspielerin in Kanada tätig. 1970 spielte sie eine kleine Rolle bei Robert Altmans Film McCabe & Mrs. Miller. In Altmans Team wurde sie für verschiedene Aufgaben eingesetzt und kam so zum Filmschnitt als Assistentin. Anfang der 1990er Jahre wurde sie als eigenständige Editorin aktiv. 2007 wurde sie Stamm-Editorin für den Regisseur Tyler Perry. Ihr Schaffen umfasst mehr als 40 Produktionen.
2016 war Hoy für ihre Arbeit an Dolly Parton's Coat of Many Colors für den Eddie Award der American Cinema Editors nominiert.

## Filmografie (Auswahl)
- 1990: Boris und Natasha – Dümmer als der CIA erlaubt (Boris and Natasha)
- 1991: The Last Days of Paradise
- 1992: The Player
- 1993: Töchter des Himmels (The Joy Luck Club)
- 1993: Bank Robber
- 1995: Smoke
- 1995: Der teuflische Plan der verrückten Mrs. Munck (Mrs. Munck)
- 1996: Freeway
- 1997: Love Jones
- 1998: Hinter dem Horizont (What Dreams May Come)
- 1999: Verrückt in Alabama (Crazy in Alabama)
- 2000: Freiheitsmarsch (Freedom Song)
- 2003: Eine Affäre zu viert (Chasing Papi)
- 2006: Die Prophezeiungen von Celestine (The Celestine Prophecy)
- 2007: Daddy’s Little Girls
- 2007: Auch Liebe macht mal Ferien (Why Did I Get Married)
- 2008: The Family That Preys
- 2010: For Colored Girls – Die Tränen des Regenbogens (For Colored Girls)
- 2010: Auch Liebe macht mal Ferien 2 (Why Did I Get Married Too)
- 2012: Madeas Haus – Das schrecklich schöne Zeugenschutzprogramm (Madea's Witness Protection)
- 2014: The Single Moms Club
- 2015: Dolly Parton’s Coat of Many Colors
- 2019: Breakthrough – Zurück ins Leben (Breakthrough)
- 2021: Gibt es ein Leben nach der Party? (Afterlife of the Party)
- 2022: A Jazzman’s Blues
- 2023: Die andere Zoey (The Other Zoey)
- 2024: The Six Triple Eight